# Faits divers
Faits divers (pronuncia-se fé-divér; em francês, literalmente, "factos diversos") é uma expressão de jargão jornalístico e, por extensão, um conceito de teoria do jornalismo que designa os assuntos não categorizáveis nas editorias tradicionais dos veículos (política, economia, internacional, desportos). Tais excertos tornam-se noticiosos por apresentarem casos inexplicáveis e excepcionais.
São factos desconectados de historicidade jornalística, ou seja, referem-se apenas ao seu carácter interno e seu interesse como facto inusitado, pitoresco. Geralmente são acontecimentos trágicos, tais como crimes e acidentes, delitos descritos em poucas linhas. Mas a lista de possibilidades pode ser muito maior. "Drama passional, roubo de uma ponte de 40 metros, aparição da Virgem Maria, confissão perturbadora de um transexual, descoberta dos restos de quatro ocupantes de um disco voador nos Estados Unidos; todos os dias nossos jornais reservam um lugar, mais ou menos importante, para este tipo de informação tão diferente quanto curiosa."
O fait divers sempre despertou um grande interesse no público geral, estando sempre presente nos diversos veículos de informação. Uma das explicações para tamanha popularidade está no fato da nossa sociedade estar enraizada em uma cultura romanesca, que busca dar sentido à realidade articulando fatos do quotidiano a partir de relações espelhadas na estrutura de um romance literário. Os faits divers contribuem com essa forma de estruturar o mundo, pois apresentam fatos pitorescos, apelando para o imaginário da sociedade, que busca  um sentido maior nestes, como se dá nos romances, em que as conexões carregam um sentido mais amplo, gradualmente revelado na narrativa.

## Histórico

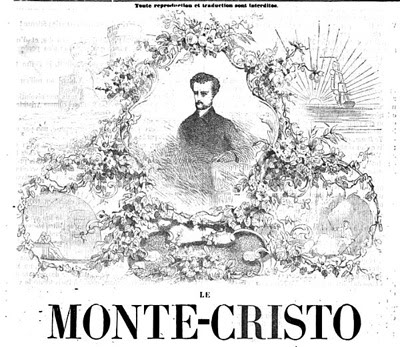
Capa da obra O Conde de Monte Cristo de Alexandre Dumas

A história do fait divers se confunde com a do romance-folhetim, aquele divulgado por partes nos rodapés de jornais. Ambos surgiram na França do século XIX, com o “surgimento da imprensa popular a um tostão”.
Para atingir as classes subalternas, a imprensa fazia uso de uma receita: os estabelecimentos de estereótipos, uma “massa de sentimentos” e "modelos de heróis", o que gerava uma identificação do público.
Os folhetins ganharam espaço por volta de 1840 na França, com Alexandre Dumas e Eugène Sue, com obras como O Conde de Monte Cristo e Os Mistérios de Paris, que estabeleceram os paradigmas dessa literatura, abordando "dramas da vida cotidiana e contextos históricos". Porém, a realidade francesa mudou, ocasionando o surgimento do folhetim de 3ª geração: começam os romances da "desgraça pouca é bobagem" devido à experiência francesa com a Comuna de Paris e com a Guerra Franco-Prussiana, que aproximaram a população da violência. Foi então que os folhetins passaram a dividir a página com os faits divers, que nada mais eram do que o folhetim da vida real.
As classes populares se alfabetizaram com os folhetins e para que as outras partes do jornal também pudessem ser lidas, tiveram que ser adequadas ao padrão linguístico do folhetim: fala entrecortada, cheia de suspense, exclamativa. Essa necessidade da notícia surgiu porque o próprio folhetim oferecia ao leitor um conhecimento de mundo que lhe permitia ter curiosidades não supridas apenas pela ficção. Assim foi necessário apresentar-lhe a realidade - em forma de fait divers.

## Estrutura segundo Roland Barthes
O fait divers se relaciona com fatos excepcionais ou insignificantes, porém essa constatação não é satisfatória e nem abrange, de fato, a força desse gênero de notícia. Segundo Roland Barthes, o fait divers "procederia de uma classificação do inclassificável, seria o refugo desorganizado das notícias informes". .
Uma das principais características do fait divers é seu aspecto imanente, que faz dele uma informação total, ou seja, que pode ser compreendida sem a necessidade de um contexto. Segundo Barthes, "não é preciso conhecer nada no mundo para consumir um fait divers; ele não remete formalmente a nada além dele próprio".  Sem duração e sem contexto, o fait divers proporciona um ser imediato, total. Constitui-se, portanto, de uma estrutura fechada.
Outra característica que completa a definição do fait divers é seu caráter articulado. Sempre há dois termos que se relacionam para produzir um fait divers. Barthes constata que "se pode presumir que não há nenhum fait divers simples", já que o simples não é insigne. Só a relação da informação com um fator inusitado faz começar um fait divers. Evidente que há sempre uma estrutura articulada quando se trata de notícias, contudo, a articulação relativa ao fait divers é interior à narrativa pontual, não necessitando ser transportada para um mundo externo, ou seja, não necessitando de um contexto incluso.
Barthes ainda procura organizar as relações concernentes ao fait divers, dividindo-as em "relação de causalidade" e "relação de coincidência".

### Relação de causalidade
A relação que une os dois termos pode ser de causa, que é conhecida ou inexplicável.

#### Causa conhecida
Quando conhecida, a causa pode ser espantosa e por ser tão aberrante, constitui um fait divers. Um exemplo é a notícia "Mulher é presa  por atacar loja que não tinha nuggets", o espanto está no fato de ela não ser presa por roubar a loja, mas por causa dos nuggets. Porém, a causa também pode ser normal, esperada. Nessas situações, o destaque é dado às dramatis personae, ou seja, aos personagens, e não à motivação do ato.

#### Causa inexplicável
Também pode ocorrer de não se saber imediatamente o que provocou o acontecimento. Esses casos podem ser divididos em prodígios e crimes.
- Prodígios

São fenômenos extraordinários e inexplicáveis, como por exemplo milagres religiosos, fenômenos paranormais e discos voadores.
- Crimes

Nesses casos, a causa é diferida, adiada, e por isso os leitores e telespectadores acompanham o desvendar do crime diariamente. No entanto, o fait divers  perde seu caráter efêmero, e esse atraso para descobrir a causa pode fazer o crime acabar no esquecimento. Consequentemente, o fait divers desaparece.

#### O inesperado
- Desvios causais

O fait diver usa muito esse recurso, pois a causa esperada é geralmente substituída por uma outra, inusitada. Geralmente ocorre uma decepção que deixa a causalidade ainda mais notável, como no exemplo dos nuggets.
- Surpresa do número

Ocorre quando uma causa pequena produz um grande efeito. Um exemplo disso: um tigre de brinquedo é confundido com um tigre de verdade. A causa é um simples brinquedo, mas o efeito foi uma operação policial que envolveu até o uso de helicóptero.
- Milagre do índice

É o índice mais discreto que soluciona o mistério. Assim, há o poder infinito dos signos que causa um sentimento de que tudo pode ser um "instrumento" para o crime e que eles estão em toda parte. Também há a responsabilidade do objeto, pois os objetos com a sua inércia produzem uma imagem de inocência. No entanto, em um crime, o objeto pode ter forte influência, como por exemplo na notícia: "Velho estrangulado pelo cordão de seu aparelho acústico". Nesse exemplo, o desvendar do crime estava  justamente no aparelho auditivo, o que é inesperado.

#### Suspeita de acaso
Segundo Roland Barthes, a causalidade é paradoxal, já que ocorre uma desproporção entre a causa e o efeito. Além disso, fica suspensa entre o racional e o desconhecido. Assim, para Barthes, toda causalidade é suspeita de acaso.

### Relação de coincidência
A outra relação que pode estruturar o fait divers é a relação de coincidência.

#### Repetição
Primeiramente, a coincidência pode ser designada pela repetição de um acontecimento, como por exemplo: "uma mesma joalheria foi assaltada três vezes". Essa repetição traz geralmente uma interrogação, uma suspeita de que uma causa desconhecida esteja por trás dela. Isso faz com que a notícia se torne curiosa, dotada de certo mistério que estimula a imaginação do leitor. A crença de que "repetir é significar" está enraizada na consciência popular: a coincidência não pode ser inocente, mas deve ter um significado oculto.

#### Aproximação
Outra relação de coincidência é a que aproxima dois termos distantes: "uma mulher põe em fuga quatro gângsteres" ou "pescadores pescam uma vaca" (exemplos do próprio Barthes). Aqui, o fait divers assume a função paradoxal de aproximar esses termos,  diminuir a distância entre eles. O que torna a notícia surpreendente é exatamente essa quebra de estereótipos: ninguém espera que uma única mulher enfrente quatro gângsteres ou que pescadores pesquem uma vaca.

#### Cúmulo
A coincidência exagerada gera ainda o cúmulo, que seria a expressão de uma situação de azar. A notícia torna-se absurda: '"Mulher ganha em loteria e morre atropelada na comemoração" ou "chefe de polícia comete um assassinato".  A causalidade é revirada, torna-se simétrica: exatamente no mesmo dia em que ganha na loteria, a mulher morre; não só há um assassino, como este é o próprio chefe de polícia. Assim como a repetição tira a inocência do aleatório, o azar não pode ser um acaso neutro, deve possuir alguma significação. Logo, se ele significa, não é mais um acaso. O cúmulo, portanto, converte o acaso em signo, pois a exatidão de uma reviravolta não pode ser pensada fora de uma inteligência que a realiza. Onde ocorre uma simetria, houve, por trás, uma mão  para guiá-la.
A relação de coincidência implica a ideia de destino, que é malicioso e constrói signos inteligentes que os homens são incapazes de decifrar: haveria então um deus por trás do fait divers.

### Efeito
Os faits divers muitas vezes aludem a tabus e proibições da época a que se referem. Assim, pela fascinação provocada por tudo aquilo que é proibido, esses fatos ganham notoriedade, ao se tornarem um meio de expor os desvios referentes à moral e de reforçar o tipo de comportamento aceito pela sociedade.
Qualquer um pode protagonizar um fait divers, o que contribui para a notoriedade dessas notícias, pois, ao ver-se no fato, o leitor se aproxima deste, tornando-o menos bizarro e mais crível. Além disso, as ocorrências tornam-se oportunidades de alcançar a fama, ganhando ainda mais notabilidade numa sociedade que associa o existir ao aparecer na mídia.
Não há um fator que ordene ou justifique os faits divers, pois estes se baseiam em relações surpreendentes e inexplicáveis, contribuindo para sua notoriedade na medida em que os fatos são superexpostos para compensar a impotência gerada pela impossibilidade de explicá-los. Além disso, tal vazio de compreensão é preenchido por explicações de cunho místico ou religioso, apelando para o imaginário e a memória coletivos, aumentando ainda mais o apelo dos faits divers.
Por fim, observa-se que as causas da notabilidade dos faits divers ligam-se à cultura romanesca da atual sociedade. Isso porque tal tipo de notícia é construído na forma de um espetáculo, como nos romances de folhetins, o que fica claro pelas semelhanças entre as plataformas, como o apelo para o imaginário, a identificação dos leitores com as "personagens" e a pretensão moralizante de tais meios.

## Faits diversno Brasil
Na imprensa brasileira, os faits divers (no Brasil, adquiriram várias outras denominações como "fatos diversos", "notícias diversas", "cenas de sangue", "notas policiais", de acordo com Valéria Guimarães) têm suas particularidades  - desde a maneira como têm sido escritos e os temas abordados, incluindo as variações que sofreram ao longo do tempo, até o cenário midiático brasileiro atual. Curioso é observar, aliás, a sua variação com relação ao fait divers de que fala Roland Barthes.

### Na imprensa
O jornalismo impresso brasileiro da recém proclamada era republicana tinha como característica a mistura de notícias mais sérias com outras "mundanas". Os textos mais utilizados para descontrair os leitores eram os famosos folhetins, antecessores das atuais telenovelas.
Foram esses folhetins que facilitaram a entrada dos fait divers nas publicações brasileiras. Ambos fizeram sucesso com o público da época por serem visões romanceadas da realidade, cada um ao seu modo. Essas "notícias diversas" eram caracterizadas pela mistura de elementos tradicionais da informação, frequentemente temperadas pela imaginação do autor, com melodrama e suspense, presentes também no folhetim.
Apesar das fortes críticas de intelectuais, o fait divers apresentado no Brasil dos séculos XIX e XX teve uma crescente popularidade entre as grandes massas, já que não exigia alta capacidade de compreensão e interpretação.
O fait divers encontrou espaço no Brasil através do jornal O Estado de S. Paulo, que dedicava sua seção "Notícias Diversas" a essas notícias peculiares.
O folhetim, por sua vez, tornou-se popular como romance em capítulos avulsos, publicados regularmente nos jornais.
São notáveis as diferentes abordagens legadas aos faits divers ao longo do tempo. As antigas seções de "notícias diversas" contavam com um número expressivo de crimes e tragédias, ao contrário do que se vê na atualidade, quando as notícias curiosas, que quebram as expectativas dos leitores, são o maior destaque deste cenário.

## Faits diversX Sensacionalismo
Quando ocorre um fato que se enquadraria como "fait divers" no início do século XX - como algum crime ou catástrofe natural - sempre se discute também o que pode ou não ser considerado sensacionalismo.
Os literais fait divers (casamentos de celebridades, por exemplo) de certa forma sofrem com a influência sensacionalista. Alguns meios, às vezes, tendem a incutir na mente do público que é de total relevância saber o que o vencedor do último reality show faz atualmente. Mas tais "seriedades" não só se transformaram em gatilhos para reflexões socioeconômicas ou políticas nos noticiários diários, como ainda geram exageros dos meios preocupados apenas com audiência, como alguns dos programas policiais diários da nossa TV.

## A sociedade refletida
Merece destaque a relação que os fait divers mantêm com a sociedade, ao refleti-la. Isso se percebe tanto na atenção dada às "notícias diversas", quanto na forma como são abordadas e descritas.
Os primórdios da veiculação dos faits divers já assinalavam esse retrato da sociedade. A grande explosão dessas notícias, bastante comuns na Europa, ocorre no Brasil em meados do século XX. São Paulo e Rio de Janeiro tornavam-se grandes centros urbanos, passando por inúmeras transformações estruturais e sociais. A imprensa, em ascensão, utilizava-se da ampla presença de prodígios e tragédias nos jornais da época como uma espécie de fórmula para a venda, que fazia efeito em função da intenção da elite do país de se aproximar da ‘civilização’ europeia. Segundo Valéria Guimarães, "contar crimes e fatos extraordinários dessa maneira dava um charme a mais para a sociedade, um ar chic e europeu, dava a chance àquela elite com sede de se atualizar e entrar no ritmo do maquinismo de se ufanar ‘de possuir, como eles possuem, grandes e horrendos crimes’.".

## O imaginário coletivo e ofait divers
Contudo, notadamente, as seções de ‘notícias diversas’ tinham como público a grande massa de leitores, ainda incipiente no século XX, com os mais diversos níveis de alfabetização. A leitura acessível e romanceada do fait divers envolvia o leitor pela alteridade que encerrava em si, especialmente nas notícias de tragédias, como suicídios. Toda essa representação, com a história superdimensionada pelo público, figura como modeladora do imaginário coletivo, construindo e desconstruindo a todo o tempo ‘o outro’.

## Uma época, uma sociedade, uma cultura
Outra faceta de destaque é a posição do fait divers como veículo de circulação de crenças e teorias, integrando o discurso circulante da sociedade em que se propaga. São valores e referências que se fazem presentes na construção da notícia e opiniões nela presentes, atuando no processo de partilha da verdade.  No século XX, o fait divers trazia consigo traços da teoria  determinista. Adjetivações como "tresloucado", "desequilibrado", "frágil", "infeliz", "perverso", e descrições que invocavam posição social e raça eram comuns, estigmatizando indivíduos, ao tomar origem e genética como fatores determinantes de caráter, formando um gênero de discurso, ainda que buscasse demonstrar-se neutro.

## O suicídio comofait divers: final do século XIX e início do século XX
O sociólogo francês Émile Durkheim (1877) foi o primeiro a relacionar diretamente o ato suicida ao campo da Sociologia. Para ele tratava-se de um fenômeno coletivo, mesmo que dotado de circunstâncias individuais, uma vez que estas refletiam a realidade social vivida pelo suicida.
Karl Marx (1876) também contribuiu para definir o aspecto sociológico do suicídio. Afirmava que o ato demarcava, de certa forma, uma luta social de um homem que, impelido em uma condição miserável, cometia o suicídio para acabar com uma frustração existencial ou para se livrar das convenções sociais em que vivia.
Suicídios eram comumente noticiados na seção de faits divers  dos jornais, em uma mistura de ficção e realidade, utilizando recursos narrativos para apresentar a notícia (o que faz parte da própria estrutura do fait divers) e tornar o fato pesado, um suicídio, em uma narrativa mais amena para entretenimento do leitor. Na passagem do século XIX ao XX, o fait divers era usado como uma ferramenta para aumentar a venda dos jornais, visando atingir não apenas o leitor tradicional, das elites, mas também a massa da população. Por esse motivo carregava traços da oralidade, retratava as classes mais pobres e explorava clichês da literatura como traições e outras desilusões amorosas.
Apesar de não se encaixar em nenhuma outra seção e não estar dentro de um contexto na organização do jornal (ele não “remete a uma situação extensiva que existe fora dele”, como um assassinato político faz), os fait divers está dentro de um contexto social e ideológico da época em que foi escrito.
Os cronistas, em geral, relatavam o suicídio como um problema de desvio moral, refletindo uma visão da época. O fait divers retratava de forma implícita os valores morais,as crendices e as proibições de um período. A construção dos relatos de suicídio revelava uma série de preconceitos: em relação às classes mais pobres e à cor da pele, por exemplo. Outro apontamento para a causa dos episódios era o de problemas financeiros, comumente tematizados nas publicações do jornal O Estado de S. Paulo.
- Crítica às publicações

A divulgação dos suicídio nas páginas dos jornais, em relatos cheios de elementos narrativos e literários, era alvo de críticas e censuras. Era afirmado que as noticias sobre suicídio poderiam servir como uma espécie de propaganda dele, considerando que os leitores pudessem copiá-los.
Um Relatório de Justiça de São Paulo, do ano de 1894, critica a publicação do suicídio na seção de fait divers e faz recomendações para que não sejam mais publicados: “Infelizmente os casos de suicídio foram mais numerosos do que no ano passado. [...]Procurando estudar a causa desse acréscimo o investigador só pode explicá-lo pela publicidade na imprensa dos casos de suicídio nos seus menores detalhes, muitas vezes ridículos. Na verdade, a imprensa de São Paulo não tem levado em conta o perigo de tais notícias, ainda quando mesmo esteja certa do incontestável contágio moral do suicídio, principalmente em relação aos indivíduos apenas púberes, nos quais a superexcitação nervosa própria da idade, despertando sensações novas exageram os sentimentos de amor. [...]O silêncio sobre todos eles seria, entretanto, sempre benéfico.”
Outro fator que motivava as críticas era o incômodo das classes abastadas frente à exposição da realidade popular vista nessas publicações. Apesar da visão negativa que o cronista passava sobre às personagens e do caráter fantasioso, o suicídio noticiado como fait divers mostrava essa realidade que as elites preferiam ignorar: o cotidiano das classes mais pobres, dos imigrantes,  do trabalhador fabril, do mestiço etc.
- Frequência dos casos nos jornais

As recomendações do Relatório descrito não foram levadas em consideração pela imprensa da época (final do século XIX e início do século XX), que continuou a publicar os casos de suicídio com um teor sensacionalista. “Mais um desesperado” é a manchete de uma notícia publicada na seção “Notícias Diversas” do jornal O Estado de S. Paulo. A notícia conta uma tentativa de suicídio por traição amorosa e problemas financeiros. O titulo deixa claro que esse tipo de relato era bastante comum, o suicida era só mais um entre os tantos que estavam todos os dias na página do jornal.

## O suicídio na mídia atual
Se antigamente a crítica não conseguiu frear a publicação de suicídios nos jornais diários, hoje em dia há diversas discussões sobre o tema, que tendem a uma não divulgação de tal tipo de morte. Seguindo a mesma linha de pensamento do Relatório de Justiça de São Paulo, muitos jornalistas defendem que publicações podem influenciar outras pessoas e que não divulgá-las é uma forma de respeitar a dor da família. Entretanto, alguns profissionais da área afirmam que seguir essa ética (que é informal, já que nunca foi definida com unanimidade) pode significar a abdicação de alguns preceitos jornalísticos.
Devido a essa polêmica, alguns documentos foram formulados com a intenção de unificar a posição dos veículos midiáticos. Entre esses documentos, estão os próprios Manuais da Redação e um Manual para Profissionais da Mídia, lançado pela Organização Mundial da Saúde(OMS), que orienta o tratamento do suicídio na imprensa.
Levando em consideração algumas divergências entre os manuais, o que se nota é que o suicídio não é mais tratado como antes, só alguns são noticiados. Entre esses, estão os de pessoas notórias e/ou de relevância pública e o de desconhecidos apenas quando o fato tem aspectos fora do comum (fait divers).